# 棚
棚（たな、𣠷、英:shelfあるいはrack）とは、板を水平にかけ渡したもので、物をのせる装置。

## 概要
「置き棚」の長所は必要なら移動できることで、短所は地震の際に（あらかじめ対策をしていない限り）倒れる可能性があり人が下敷きになり人命も危うくなる点である。「造りつけの棚」の長所は室内造作や装飾と高度に一体感を持たせるよう設計でき、地震の際も倒れず安全だということであり、短所は移動ができないことである。
棚は広く使われており、たとえば次のような場所で、たとえば次のような用途で使われている。
- 店舗（商品展示棚、（バックヤードの）商品保管棚、資料用棚など）
- 物流倉庫（流通させる商品を一時的に保管するための棚）
- 図書館（書棚。来館者が直接見られる開架だけでなく、来館者は直接見られない「閉架」が大量にあることが多い）
- 博物館（バックヤードの資料保管棚、収蔵品保管棚。来館者に見せるための展示用の棚（ガラスで覆われていることも多い）。）
- 住宅、一般家屋（食器棚、食糧保管棚、リネン類を置いておくための棚、本棚、各種道具棚、等々）

英語では棚は基本的には「shelf シェルフ」である。「rack ラック」の方は、元々は物をひっかけたり蓄えるための仕組み（レール状のもの、棒状のもの、フックなど）であるが、それに水平の板をひっかけて棚にして用いることも多くなっているので、結果として、棒状の部品と水平板で構成される構成物全体まで「rack ラック」と呼ぶ用法も広まっているのである。

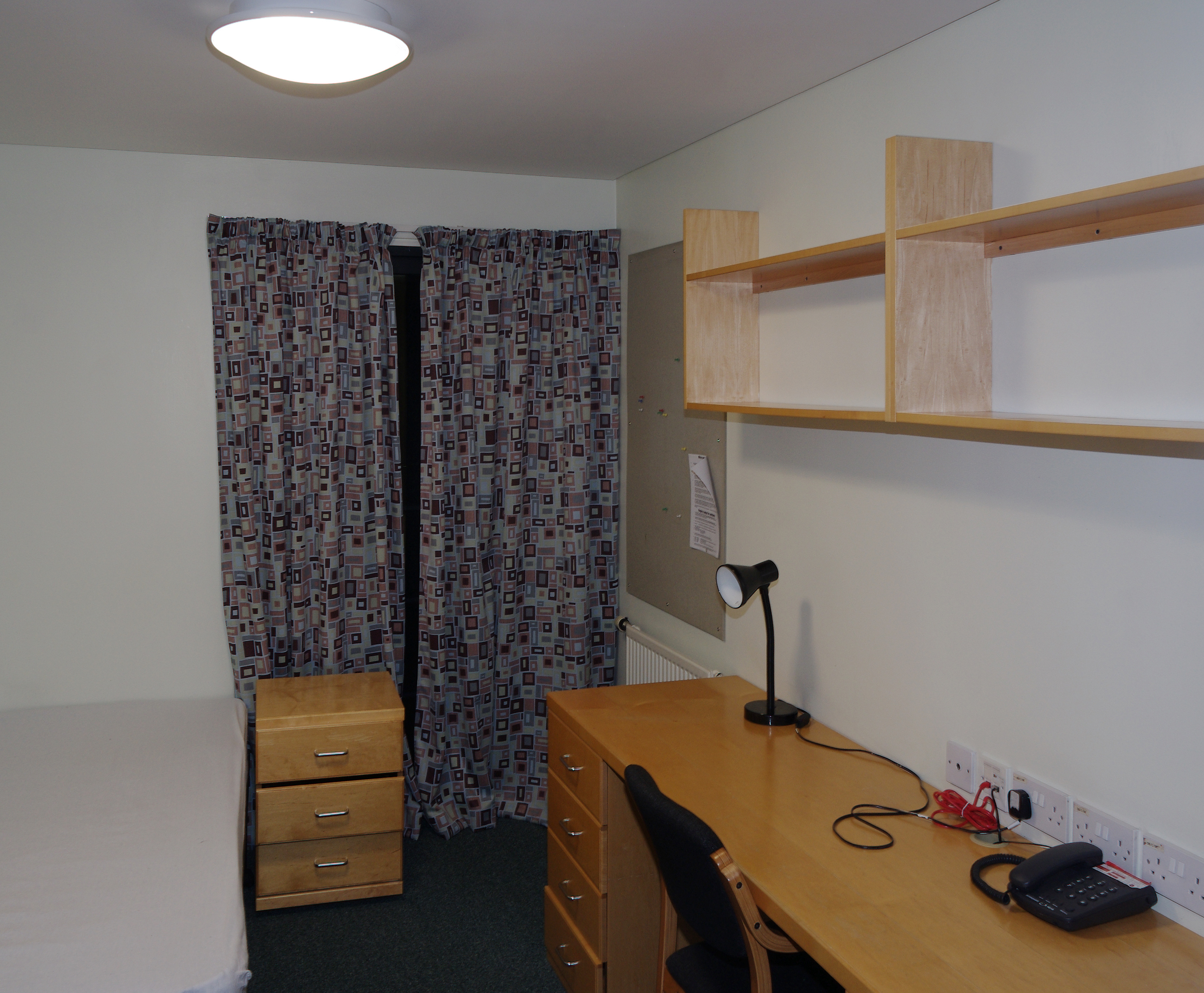
「造りつけ」の棚の例（学生寮などの部屋の例）
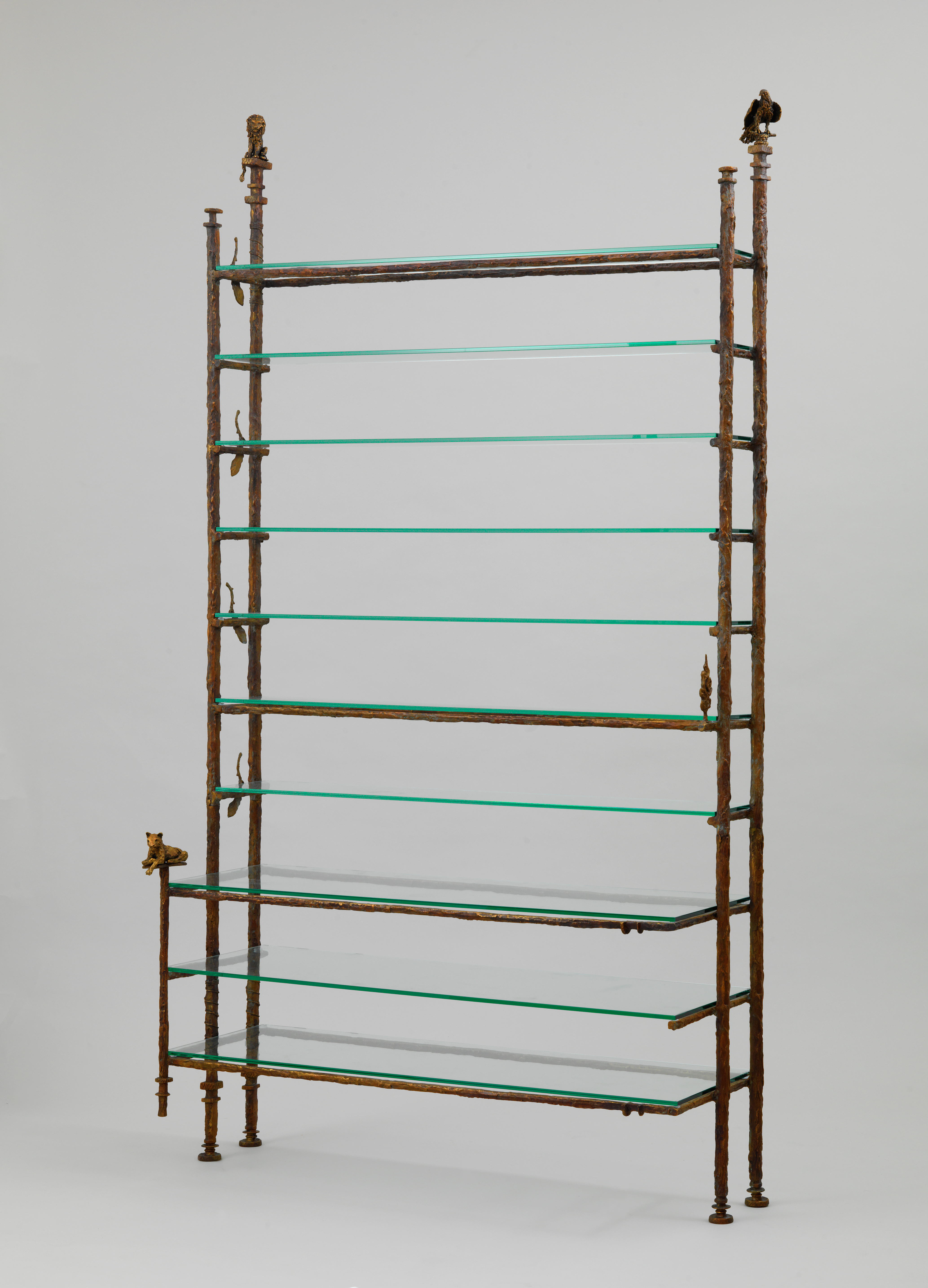
「置き棚」の例。（金属製のフレームにガラスの水平棚を組み合わせたもの）
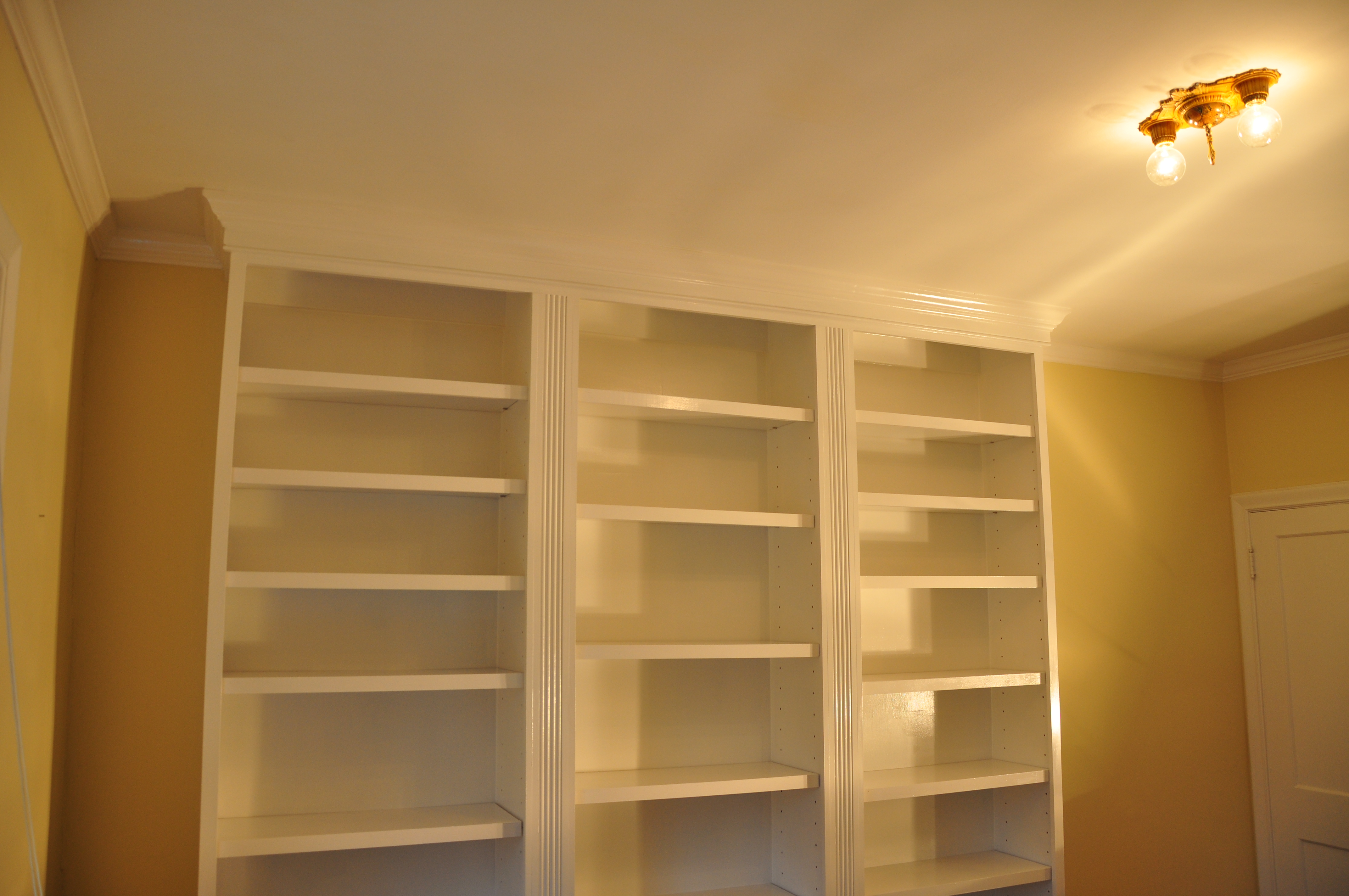
一般住宅の「造りつけ」の書棚（立派な造りの例）
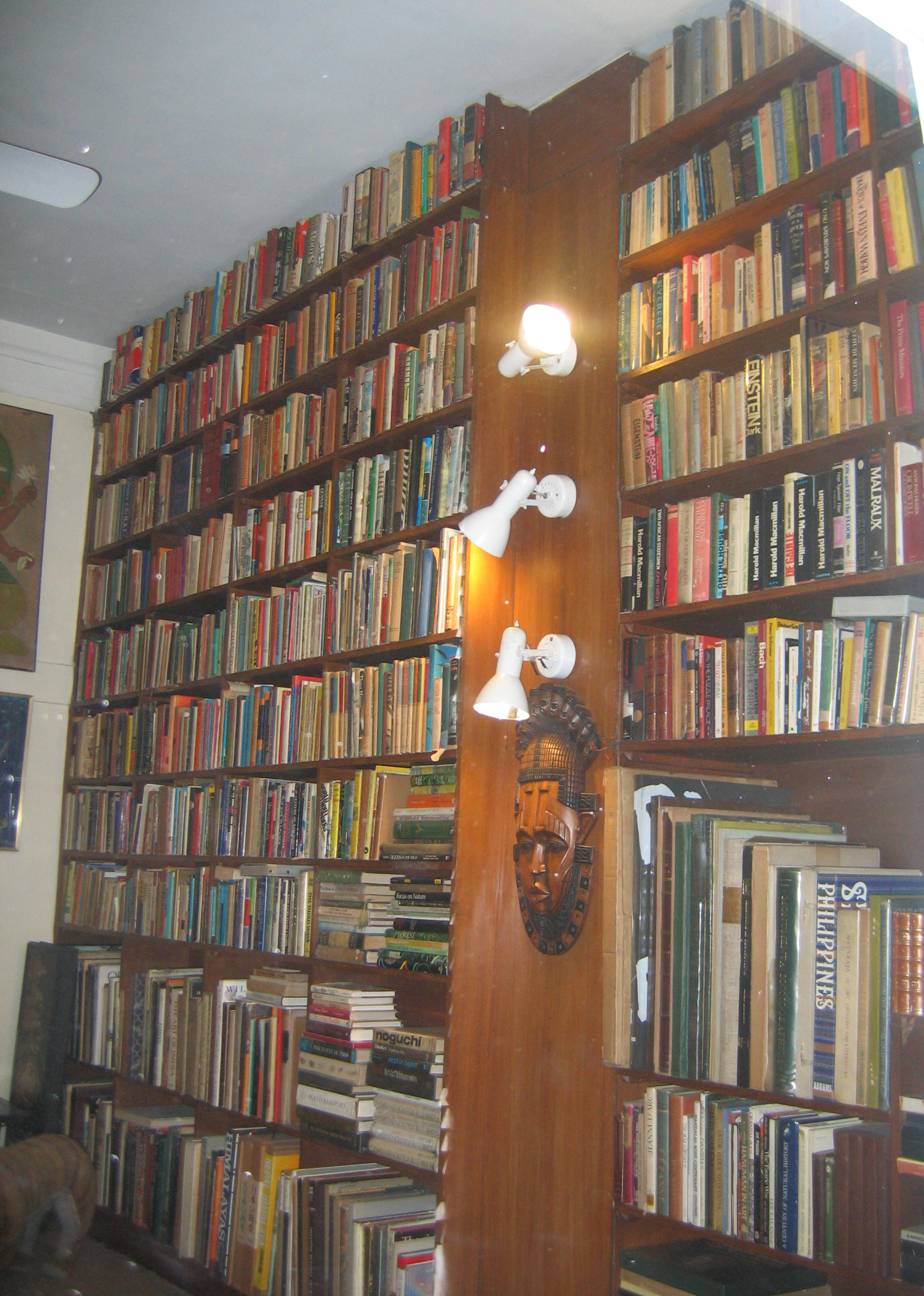
書棚に書籍を大量に置いた例
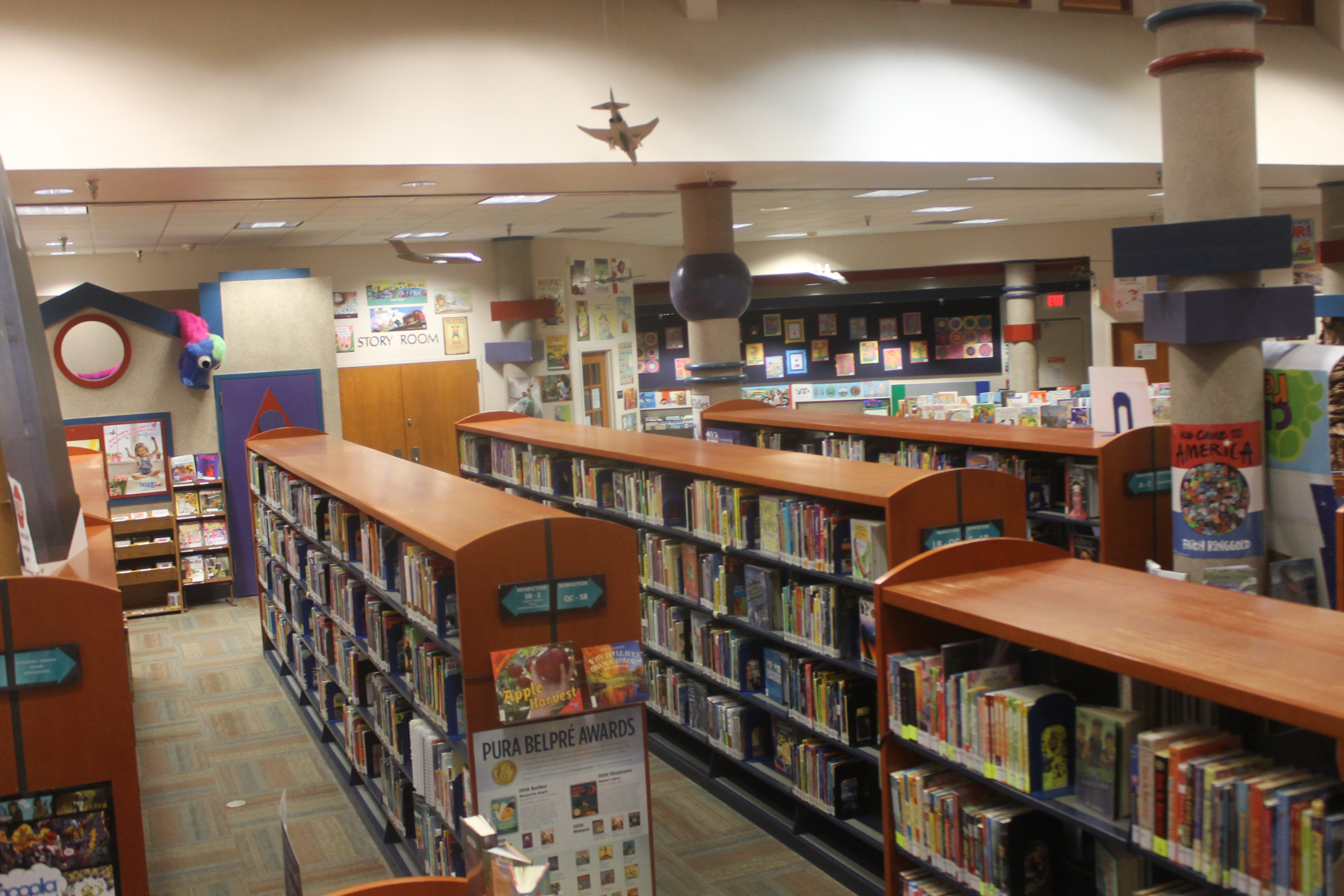
図書館の書棚
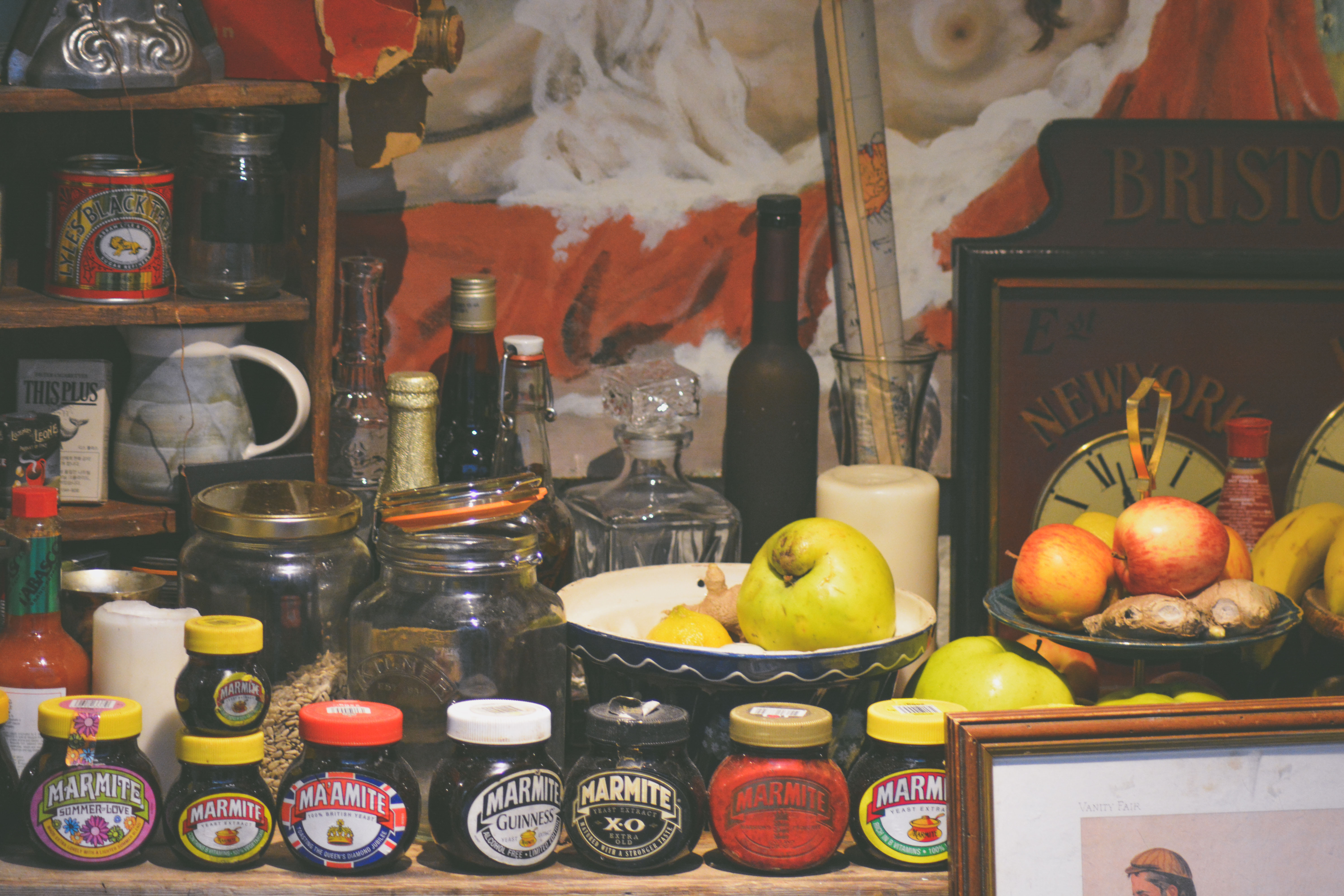
一般家庭のパントリー（食品庫）の棚の例
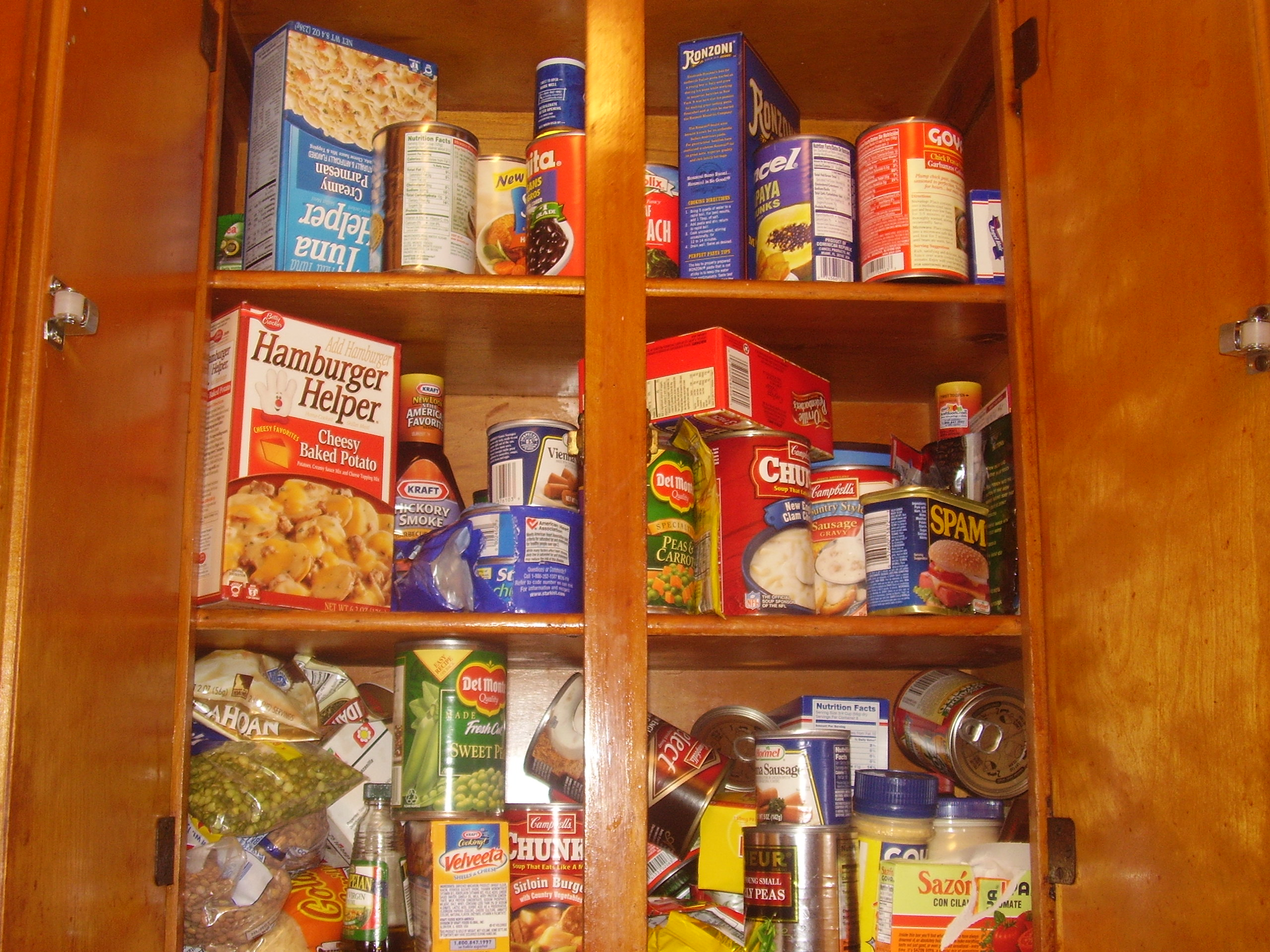
一般家庭の台所の戸棚（シンクや調理台の後ろの壁に造りつけられているもの）を食品棚として使っている例
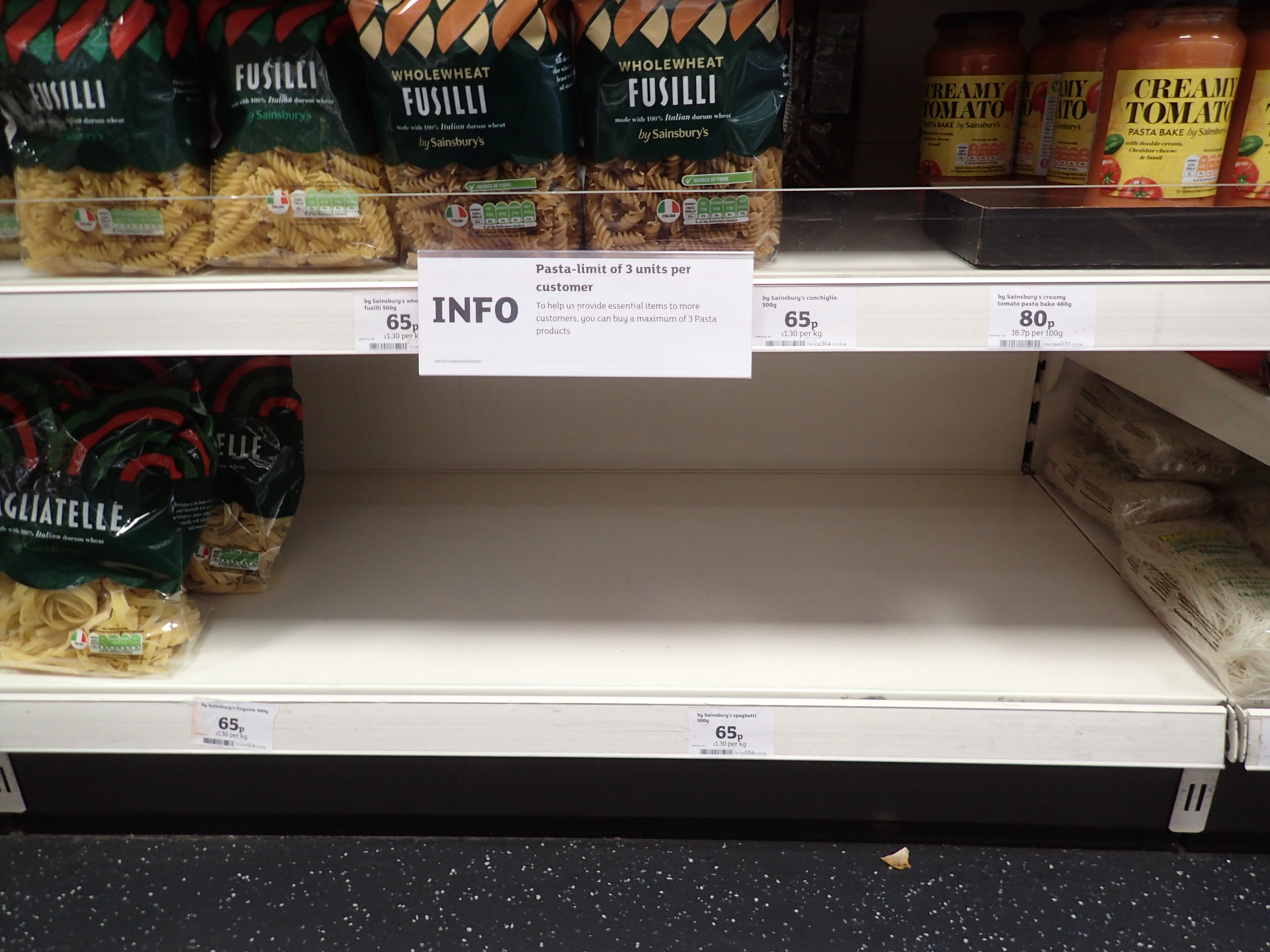
店舗の商品棚とそこに置いた商品
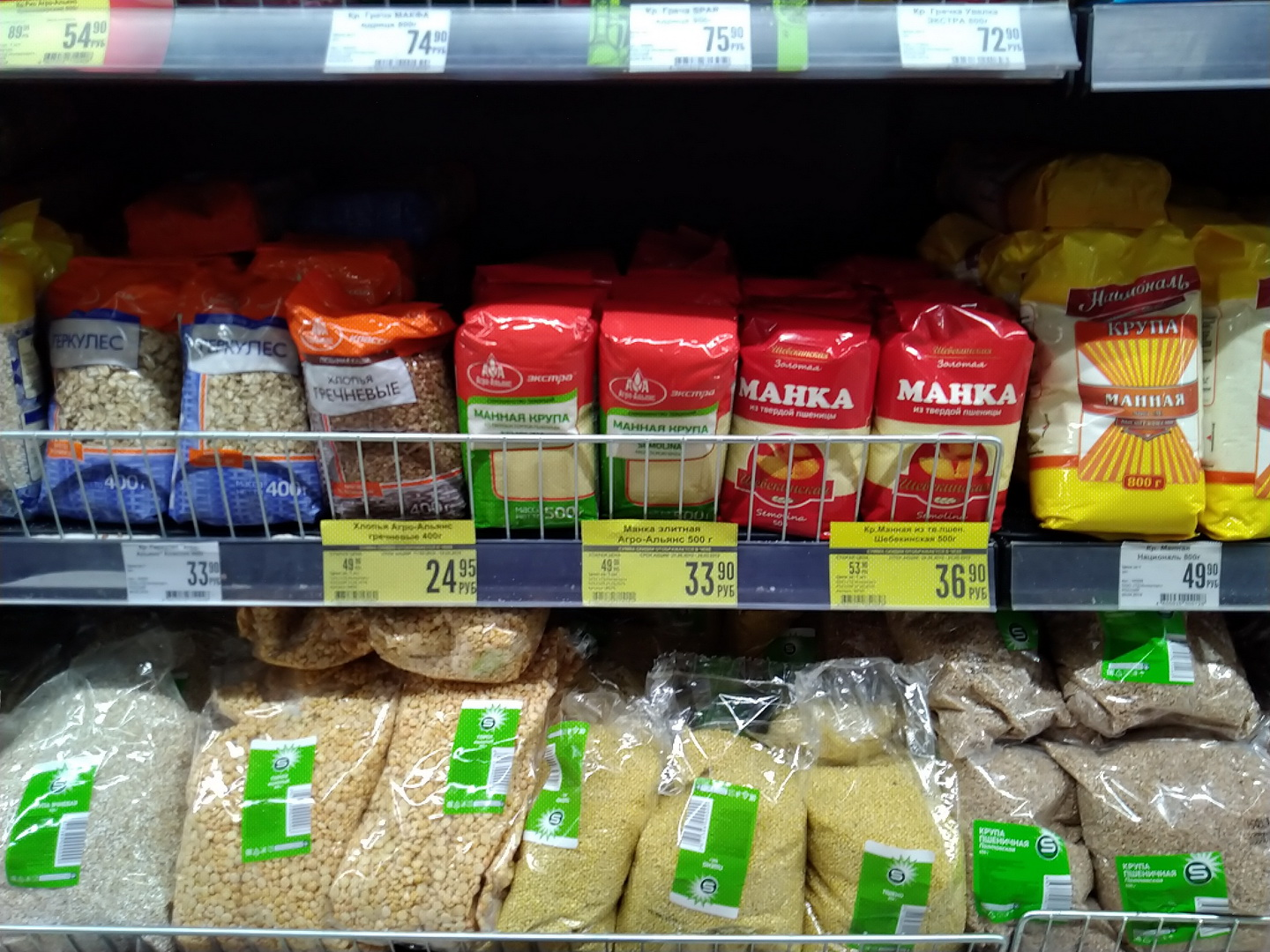
商品棚の上に商品をぎっしりと置いた状態
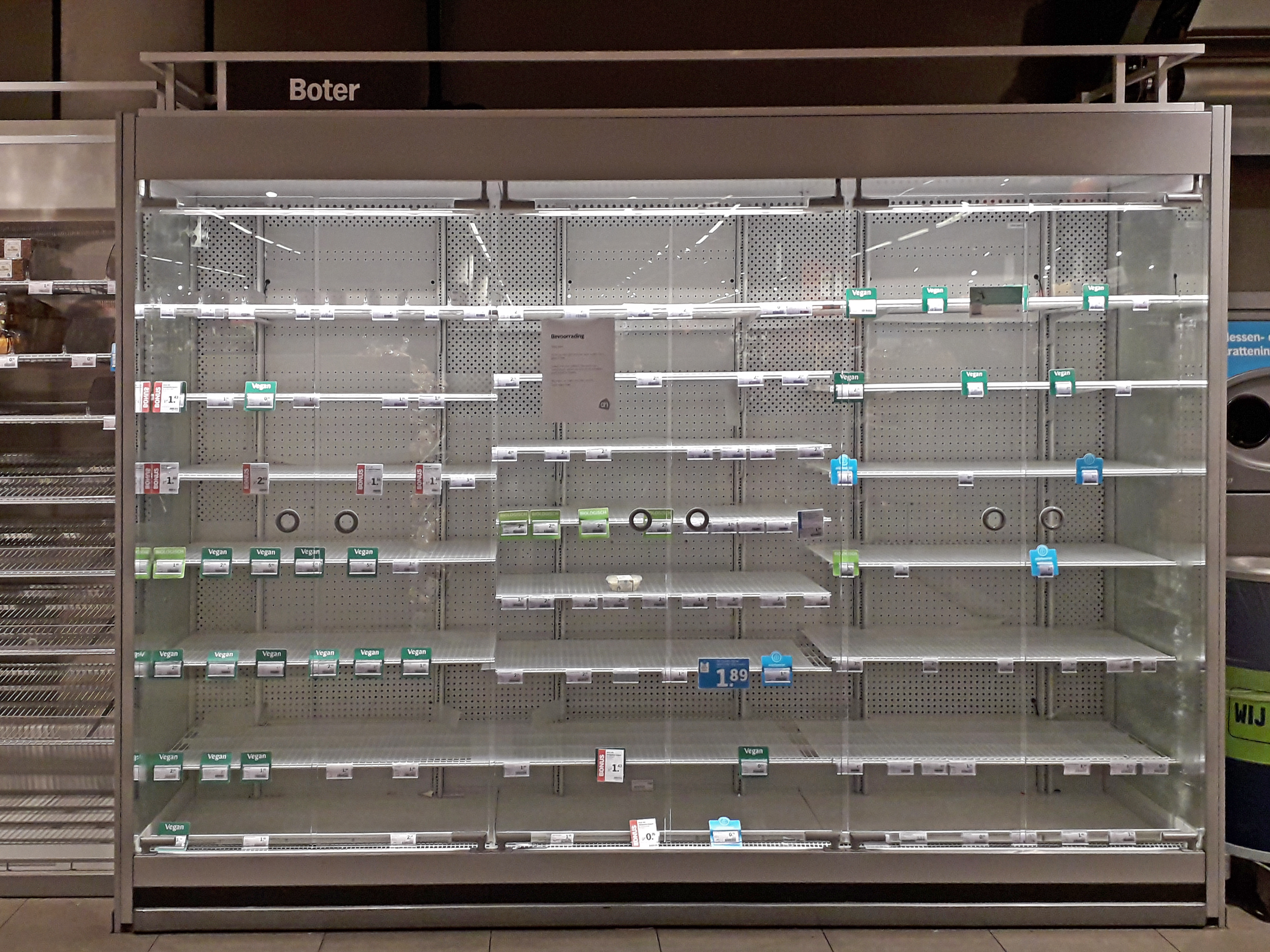
空にした（空になった）商品棚の例
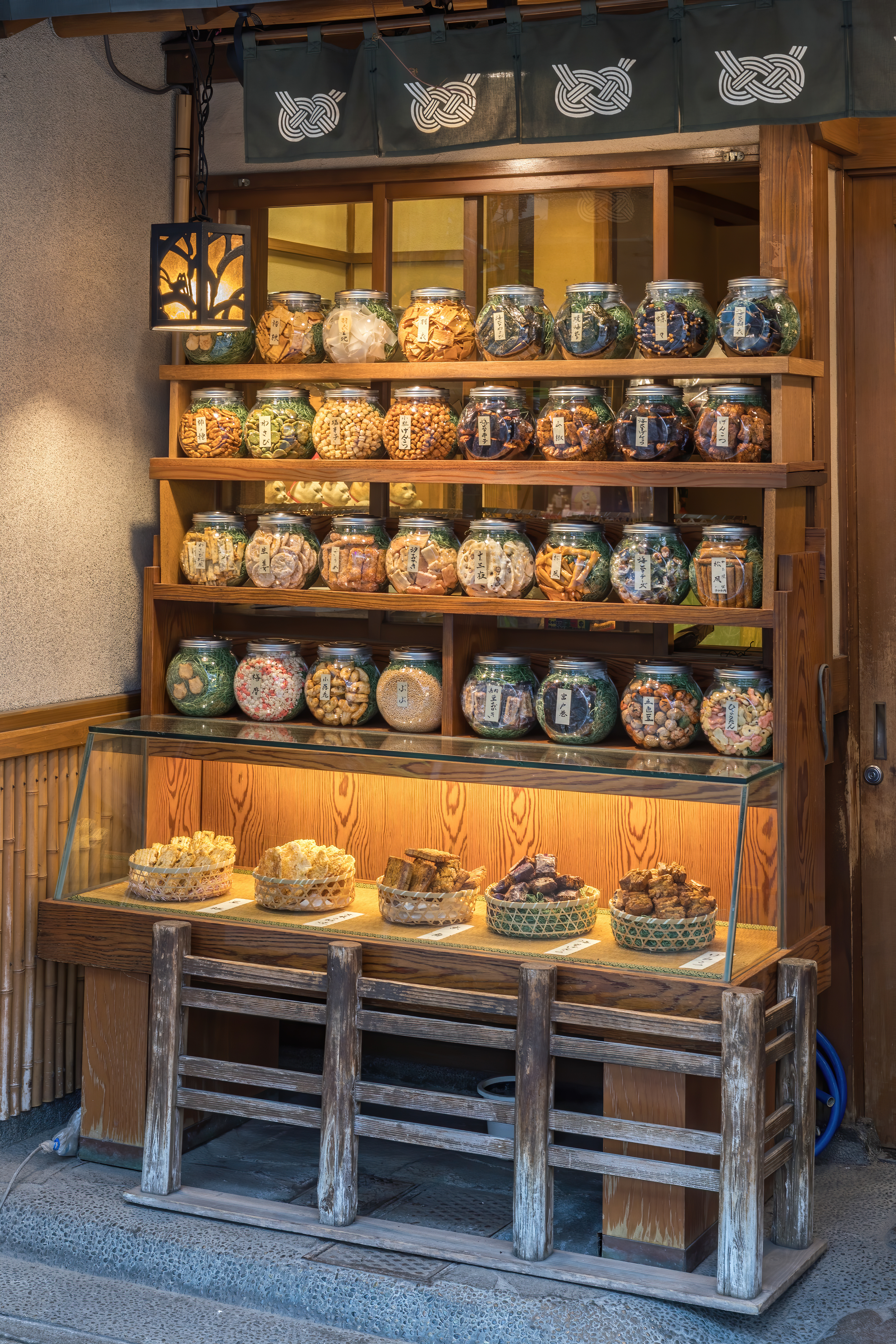
商品展示棚。あられなどを販売するために、おしゃれに展示している棚（東京にて）。
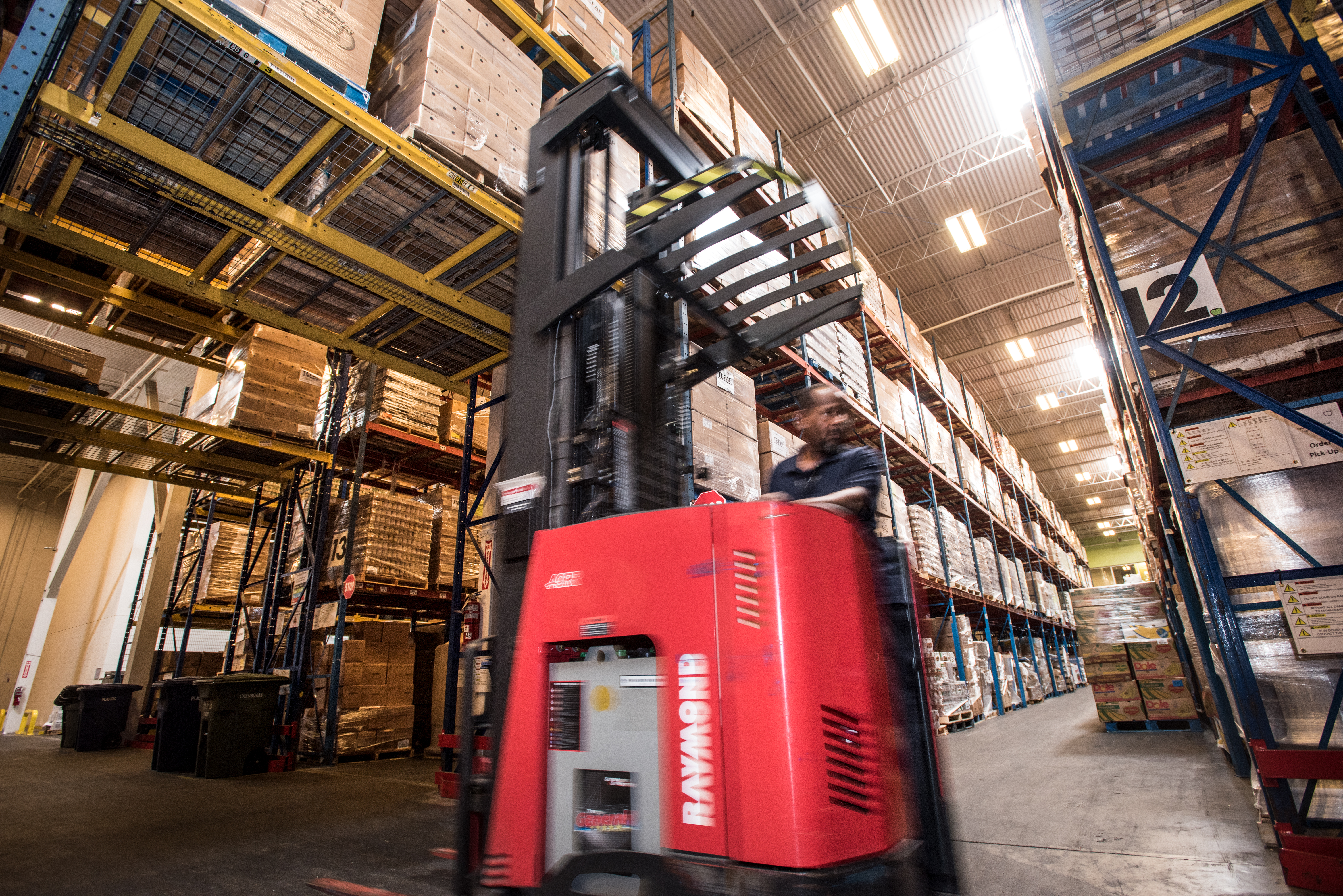
物流倉庫の棚
展示棚（博物館）
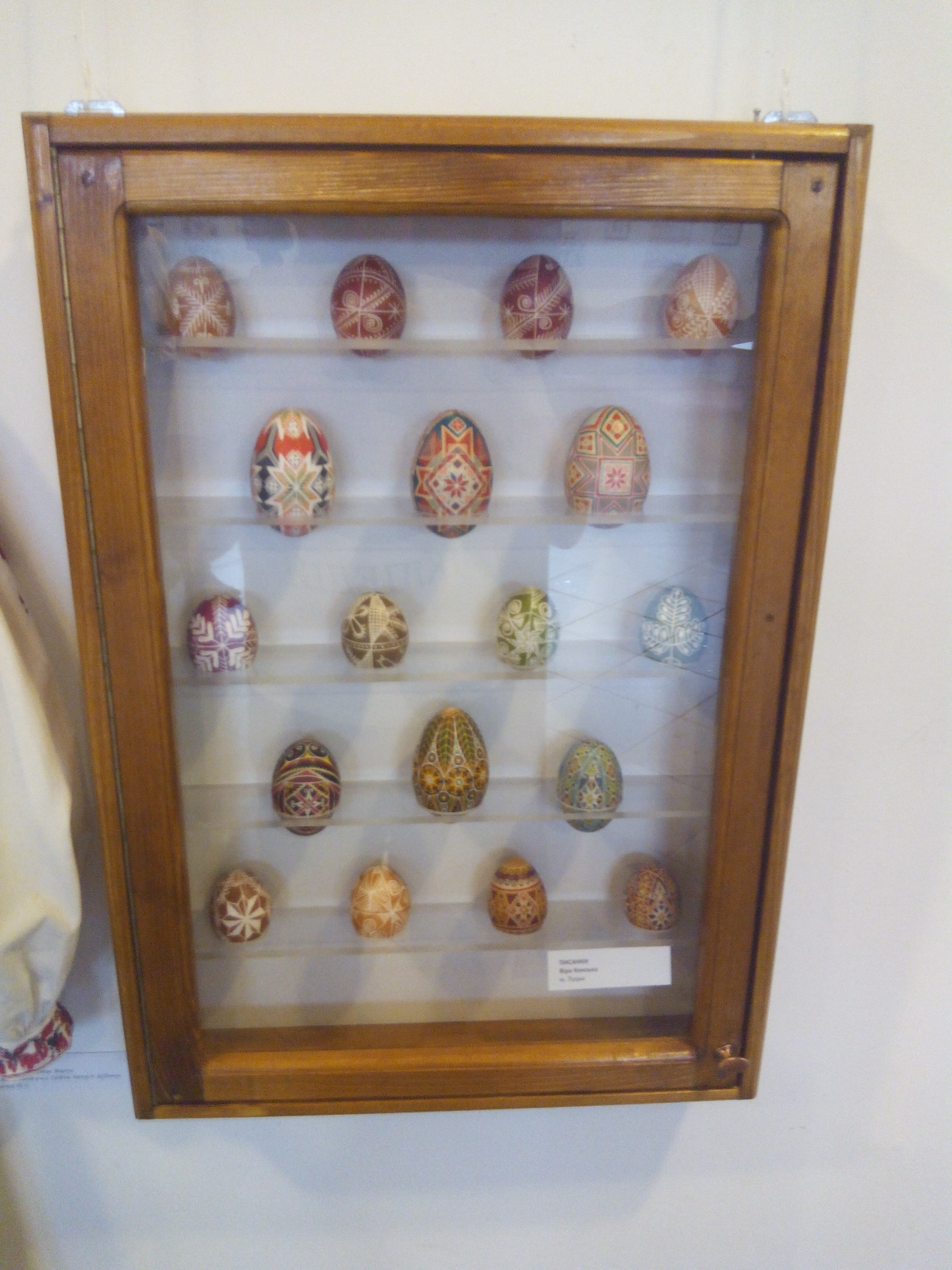
展示棚（博物館）
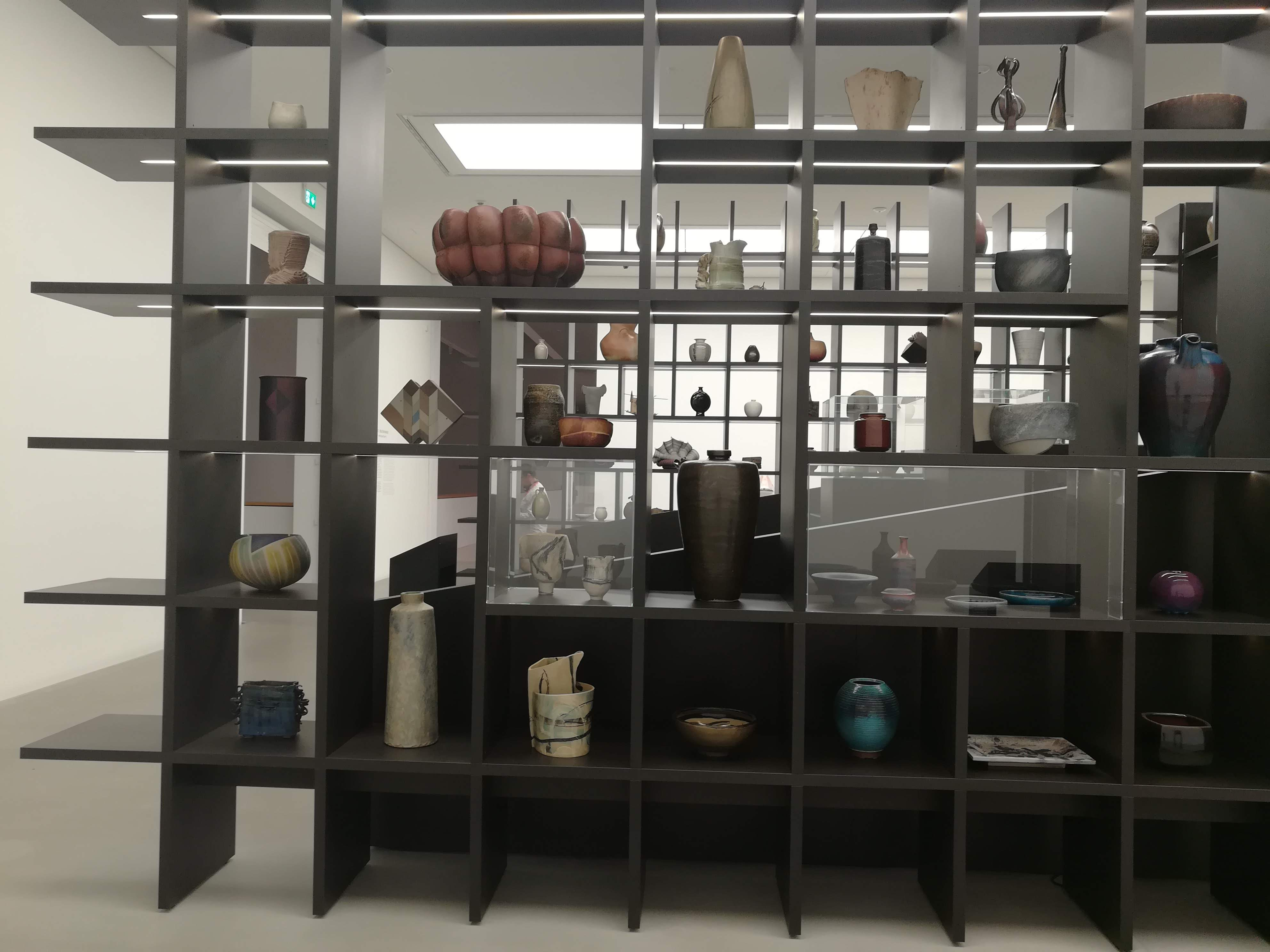

## 種類・分類
さまざまな分類法がある。
移動できる棚と移動できない棚に分類する方法がある。床に「置く」方式の、移動可能な棚を「置き棚」という。置き棚にはたとえば（一部の）戸棚、茶棚、書棚などがある。家屋などの構成材に直接取り付けている棚（移動できない棚）は「造りつけの棚」という。例えば、書院造の「床脇棚」なども「造りつけの棚」の一種である。
置くもの、何を置くための棚なのかで分類する方法もある（想定されている置くものと「棚」の字を組み合わせて「～棚」とよぶ）。本棚は本を置くための棚。食器棚は食器を置くための棚。商品棚は、商品の陳列に用いられる棚である（後述）。商品を（客に見せるために）陳列する棚を（古い言い方では）「みせだな」という。「みせだな」は漢字を充てる場合は「見世棚」も「店棚」もありうる。「閼伽棚」は仏教の閼伽を置く棚。「神棚」は、神道の神具などを置いておく棚。
戸棚は、特に棚の前面（手前側）に戸（や扉）をつけたもの。
ワイヤーシェルフは棚の高さが自由に調整出来る組み立て式金属棚。止め具には円柱型プラスチックが用いられ、円柱型ポール棒および棚四方隅配置円柱型穴の3者が咬み合い固定される仕組みとなっている。棚はメッシュ構造である為、殆どの部品が金属製であるにもかかわらず全体重量は同サイズの家具より比較的軽い。重量など物理的衝撃には頑丈な反面、棚留めにプラスチックを使用しているので火災がもたらす高温熱に対しては脆弱で留め具が溶解して全体形状を保てず倒壊する。主にホームセンターやDIYショップで販売されている。
他、素材による分類としてはスチール製のものをスチールラック（スチールシェルフ、メタルラックとも）、木製の棚を木製棚や「木棚」という。

## 歴史

### 日本での歴史
大和言葉の「たな」は「た」+「な」という構成の語であり、「た」は手の古形であり、「な」は連体助詞であり水平の状態を表す。「たなびく」とか「たな雲」などは同系統で、やはり水平という概念をあらわしている。
古くは『垂仁紀』（4世紀）に「板挙、これをば拕儺（タナ）と云ふ」と記述された（漢字で「板挙」と書いて（大和言葉で）「タナ」と読む、と解説されたということ）。
平安時代
平安貴族の什器＝日用家具の一つとして、下段に両開きの扉が付いた棚である「二階厨子（ずし）」があり、上に「唾壺（だこ）」（唾を吐き入れる器）などを置いた。また「二階棚」も貴族にとって必需品であり、上に「半挿（はんぞう）」（湯や水を注ぐ器）を置いた。
鎌倉時代以降

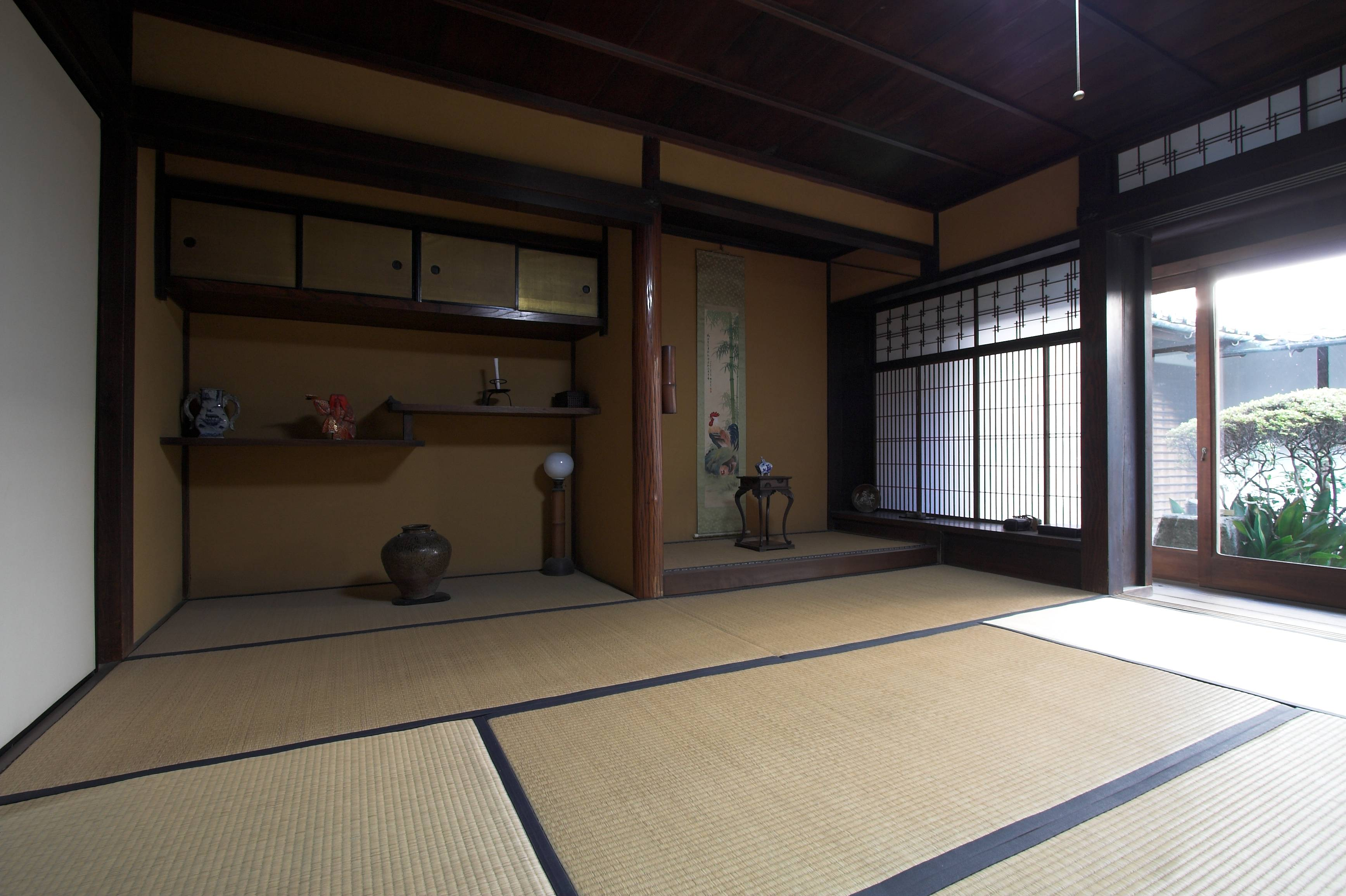
「違い棚」（画面左側）

鎌倉時代になり武家政権が支配する社会となり、書院造が登場し、南北朝から室町期に整えられていく過程で、床の間と共にその脇壁に設置された「違い棚」（「床脇棚」の一つ）が登場した（これも「造りつけの棚」の一種）。江戸期では、客に合わせ、この違い棚にその人が好みそうな本などを置いてもてなした（古くは、上段と下段では置く物が決められていた）。草庵の形式のひとつに、部屋の外に設置する「閼伽棚」がある「見世棚（みせだな）」は、商店において道行く人に品物（売り物）を売るために、道側に造った、品物を載せる陳列台。言葉自体は鎌倉時代末頃より登場し、それは台を高くして「見せる」からで、（漢字では）「見世」を充て、室町期になり（漢字では）「店」を充てるようになった。この見世棚を用いた商法は、当時の中国・朝鮮にはあまり見られず、永享年間（15世紀初めから中頃）に来日した朝鮮通信使の朴瑞生が京都の町の様子を見聞した際の報告として、「日本の市の人々は店の軒に板を使って壇を設け、物を売るから塵にまみれず、買う人も見やすい。我が朝鮮の市では魚肉などの食物も地面に置いて売っている。日本の風にならって改良したいものだ」と見世棚について感心したことが記述されている。こうして「たな」という言葉が日本では店舗と同義語のように使われるようになっていった。松尾芭蕉の『薦獅子（すすめじし）』（冬）には次の句がある。「塩鯛の 歯ぐきも寒し 魚（うお）の店（たな）」。近世江戸期に「神棚」が登場した。（これも「造りつけの棚」の一種）なお「冠棚（かむりだな）」は冠を置く棚だった。（「冠」は元服時にかぶせられるもの。儒教の四大礼式「冠婚葬祭」の「冠」に当たる。日本では烏帽子が用いられたため、実質上、烏帽子棚であった。）。この冠棚は近代に成人を法的に定義し「元服」の文化がなくなったことで消滅し、この言葉も用いられなくなった。

## 乗り物の棚
鉄道車両、バス、船舶、旅客機などの乗り物にも座席上部などに持ち込み手荷物用の棚が設置されている。
鉄道車両の棚は英語ではラゲッジ・ラック（英: luggage rack）などと言う。古くは板で組まれた棚が用いられ、それが揺れても荷物が落下しないように網でつくった「網棚」に代わり、その後は不燃化の要求で金属製（ステンレス製のパイプや網）となり、さらにアルミや強化ガラス製のデザイン的に優れた棚も現れた。ロングシートと呼ばれる座席配置の車両では車体側面に片持ち式で取り付けられ、スタンションポール（つかみ棒）を経て座席袖に繋がっているものが多い。棚の脚部が手摺りを兼ねているとも言える。

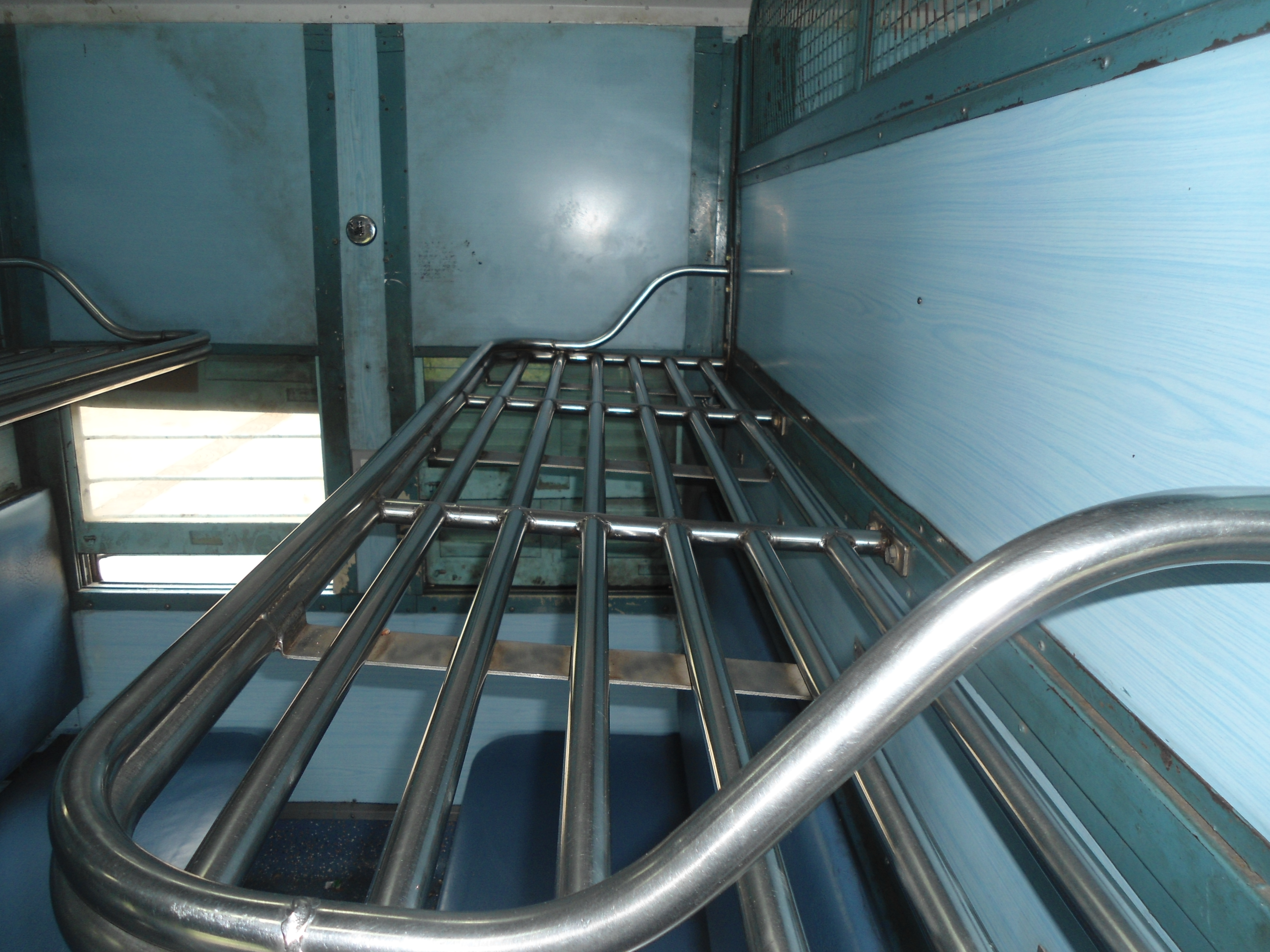
インドの列車の棚
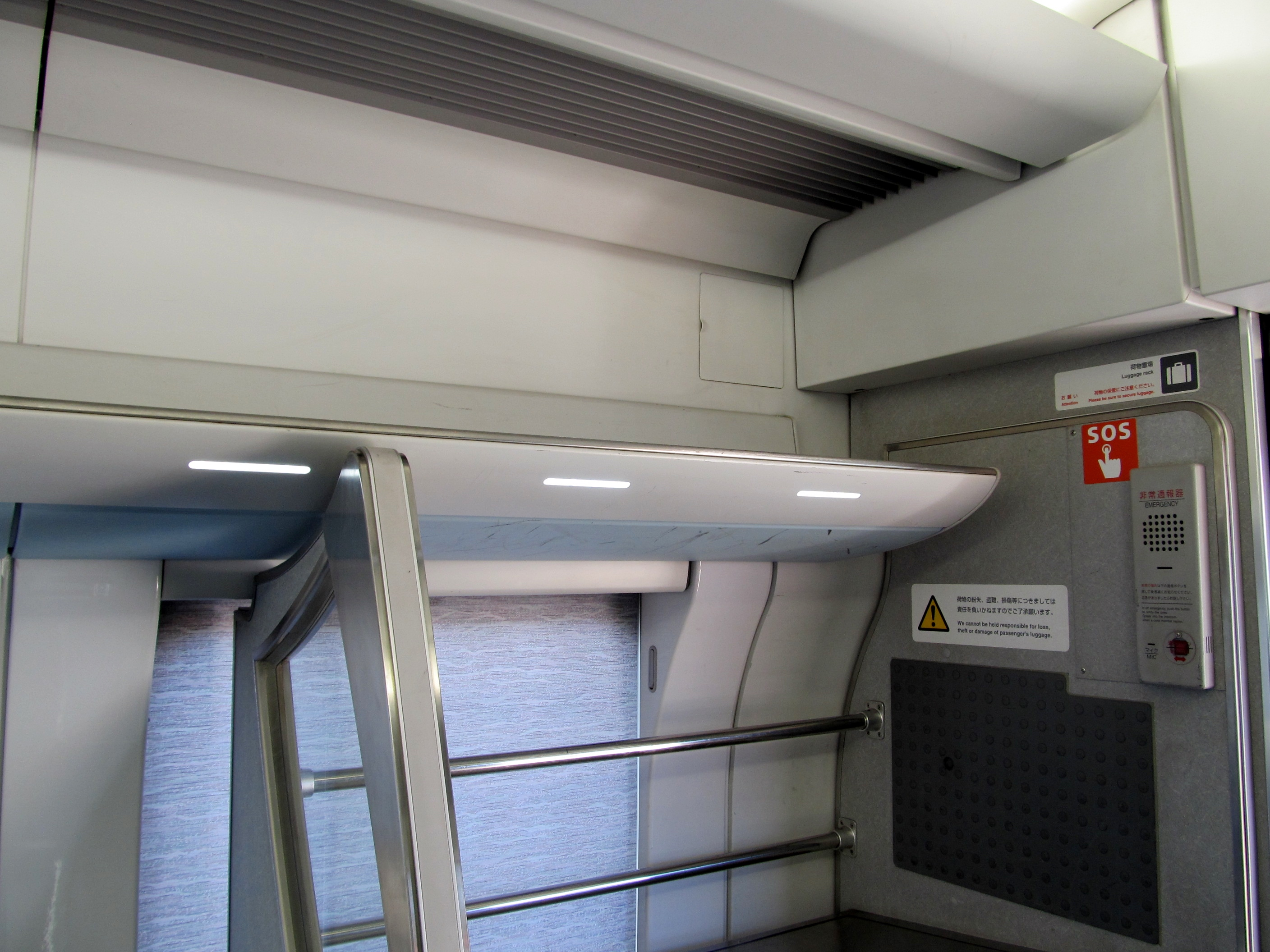
棚（名古屋鉄道株式会社）
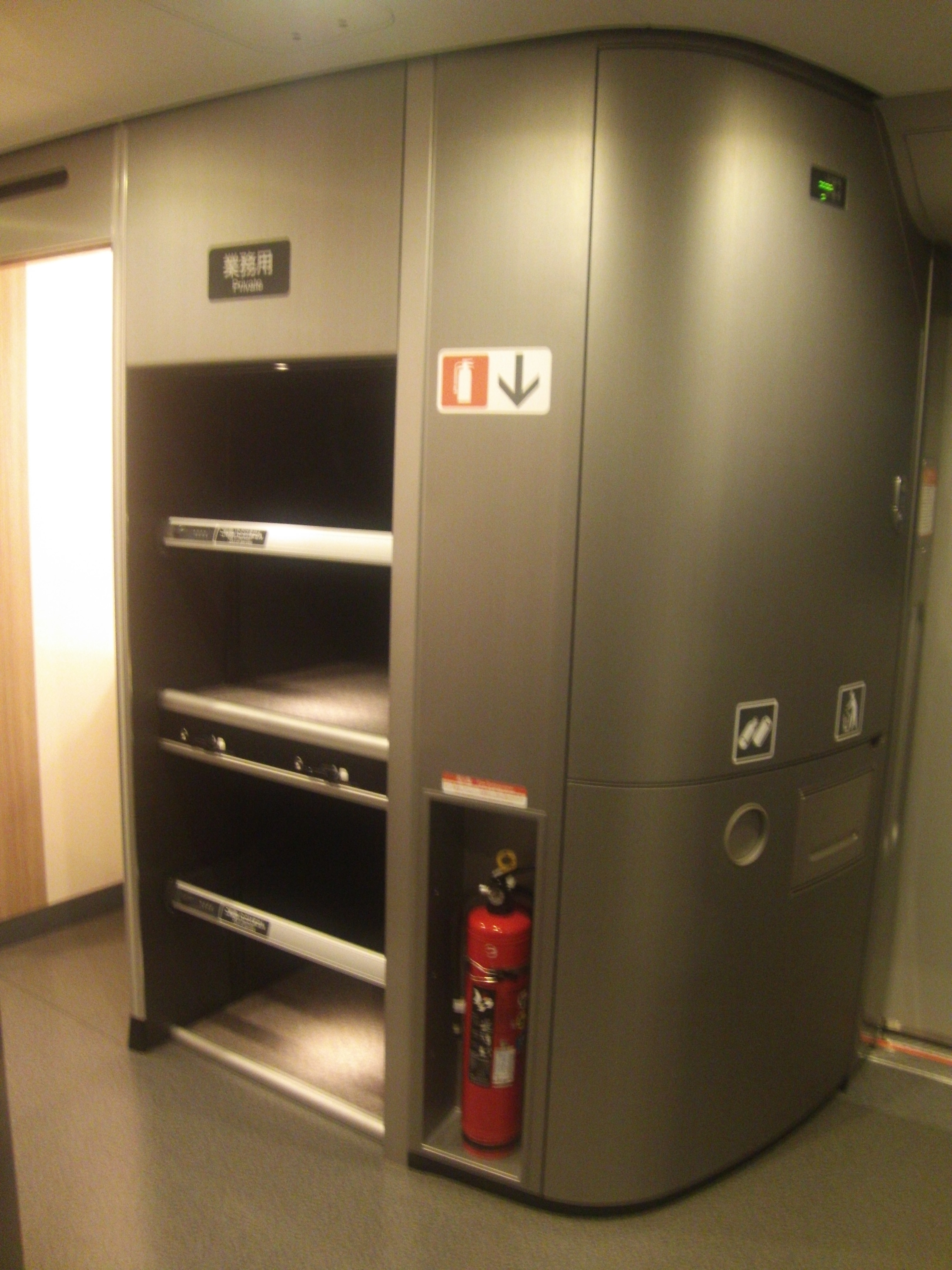
東海道新幹線N700Sの棚。
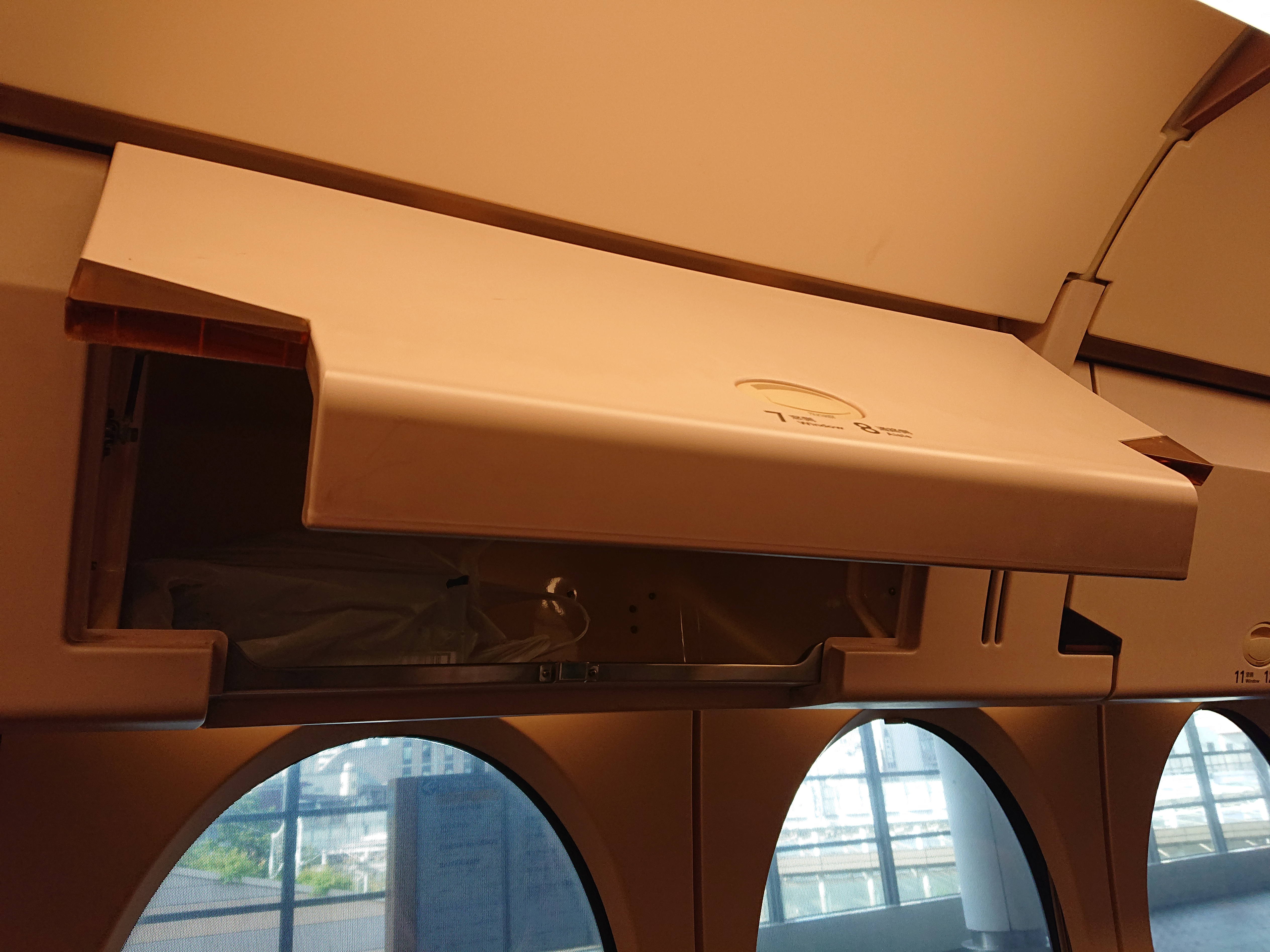
台湾のNankai 50000シリーズのオーバーヘッド・ビン
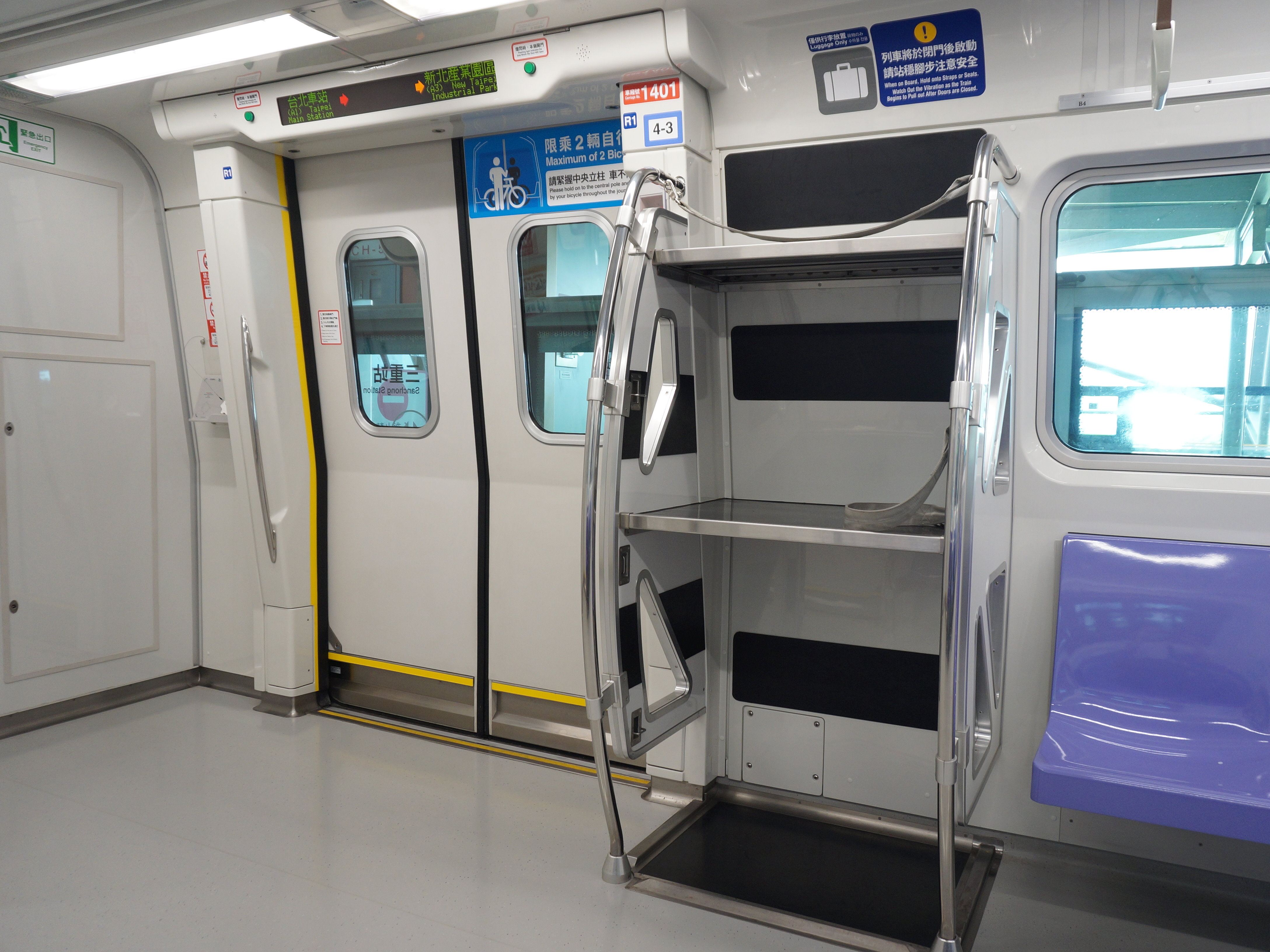
旅客の大きな荷物のための棚（台湾の列車）

航空機では、扉が無く寸法の小さなものをハットラック、蓋付きの大容量のものをオーバーヘッド・ビン（ズ）（Overhead bins）などと呼ぶ。

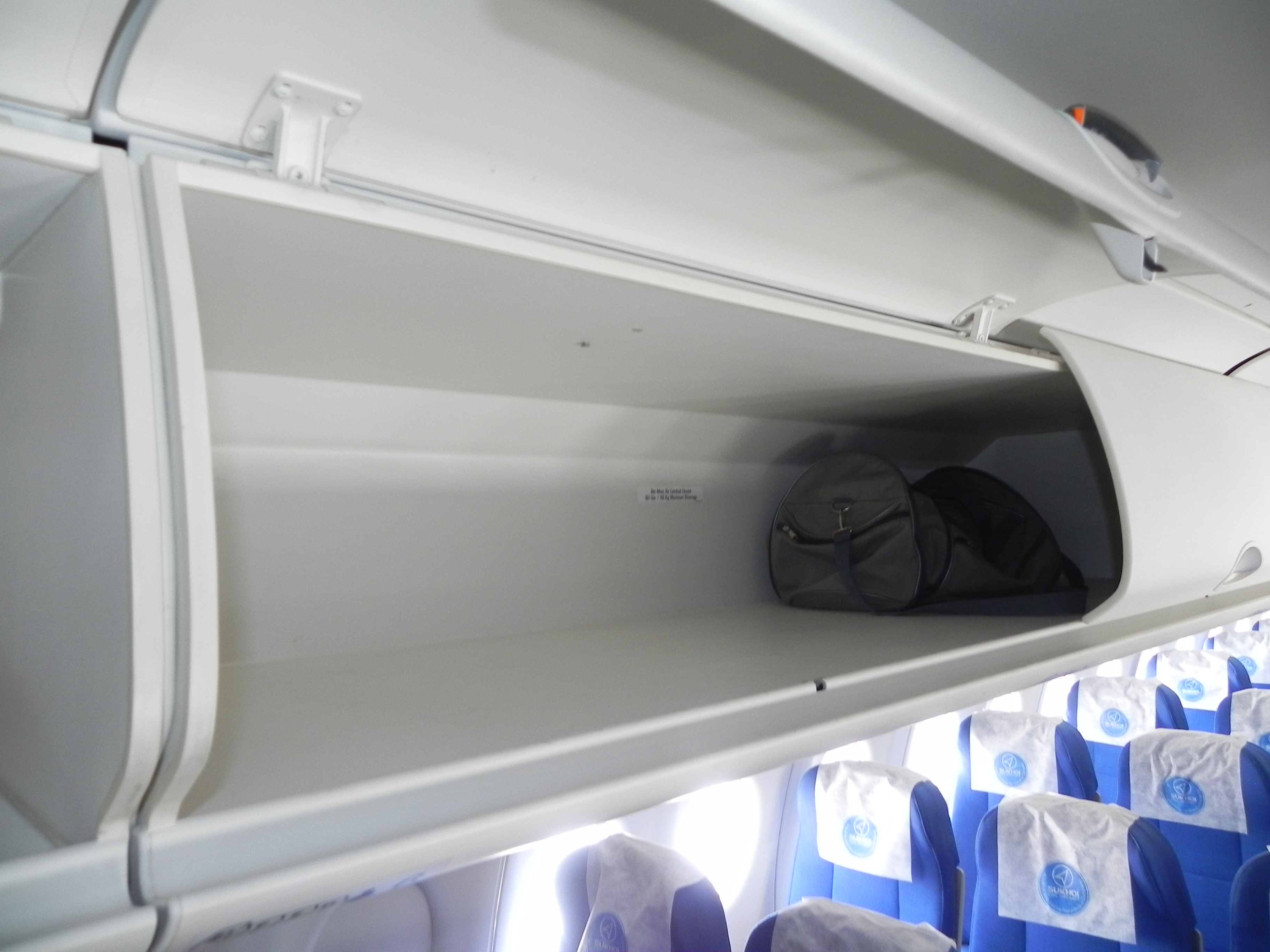
飛行機のオーバーヘッド・ビン
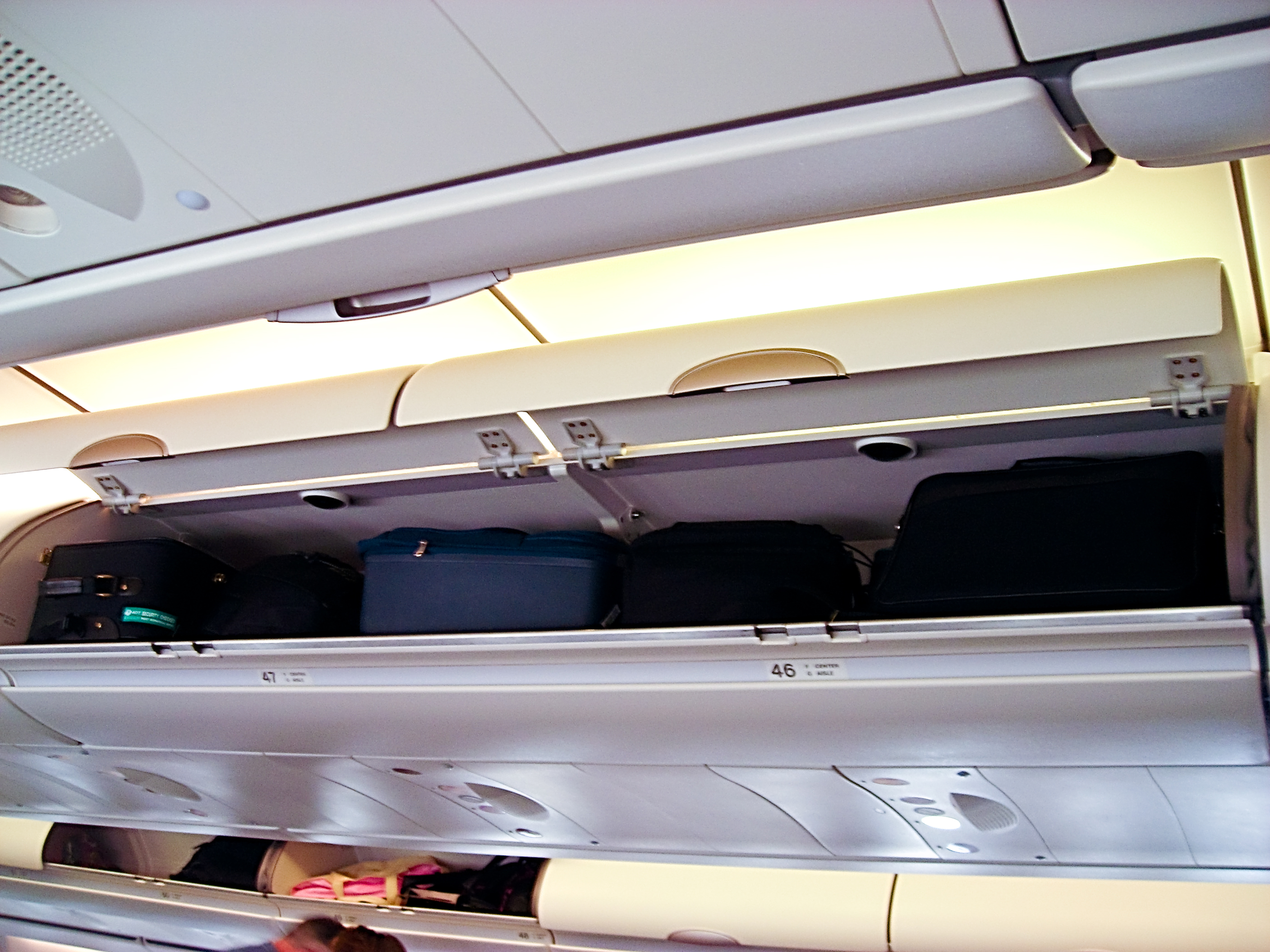
エアバス340-600、エコノミークラスのラゲッジ・コンパートメント

## その他、雑学など

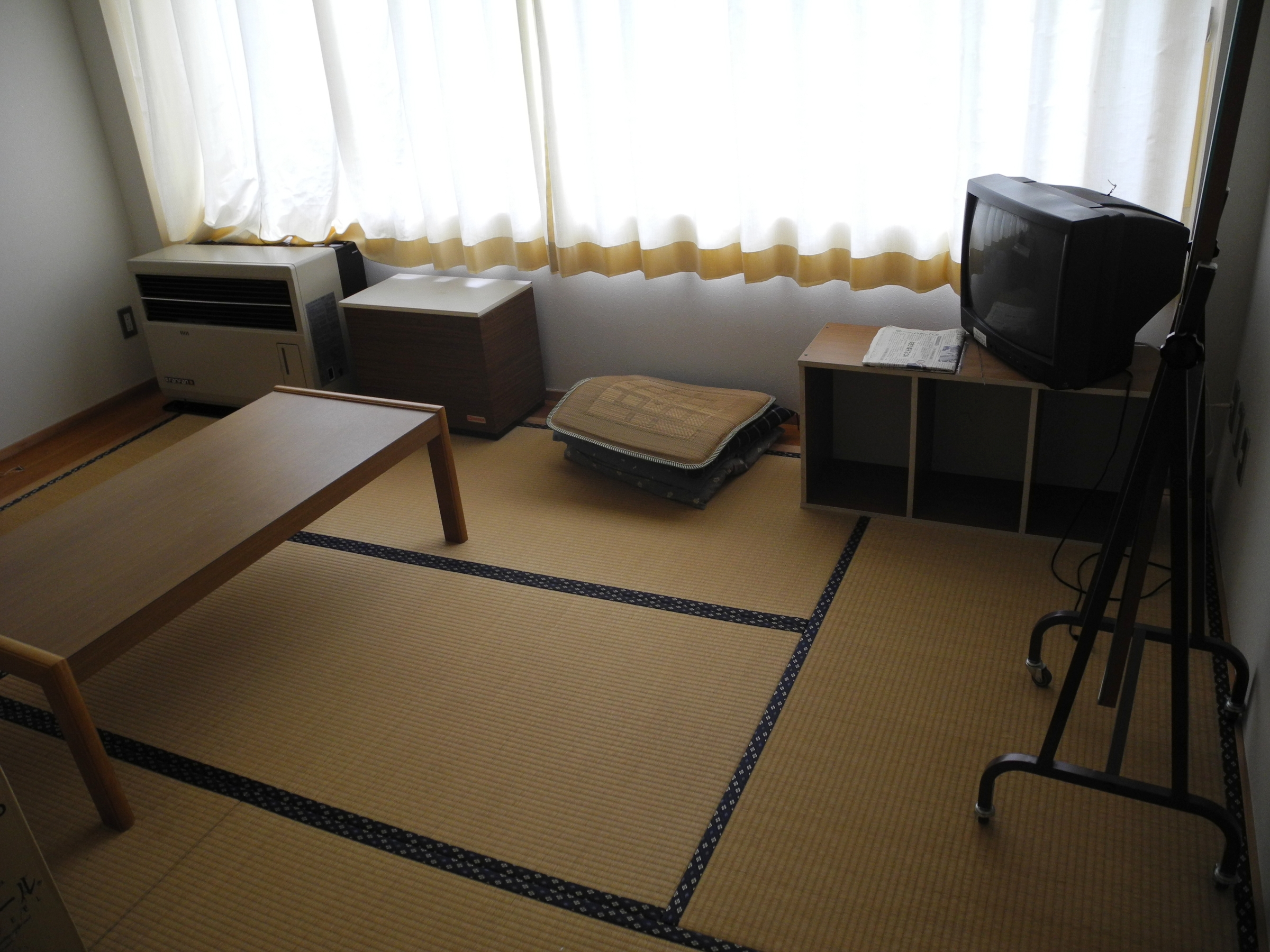
カラーボックス

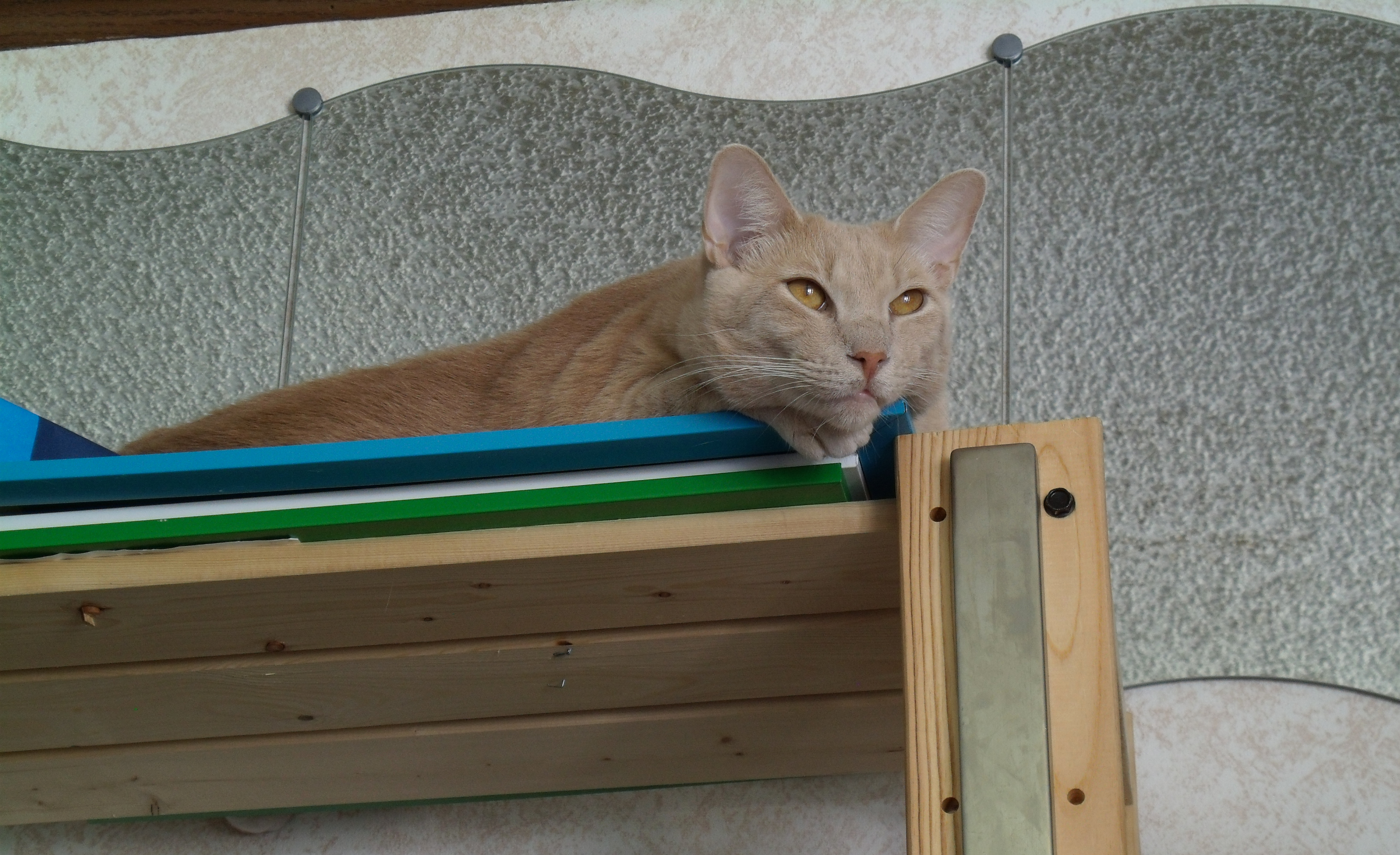
棚の上を好むネコ

- 置き棚は地震の際、人の上に倒れ人の命を奪う危険性がある。地震が多い日本では固定器具で固定することが推奨されている。（日本における地震対策と体制）。
- 和美術の分類で棚などに配置することを目的として作られた作品を「棚物」という。たとえば「盆栽棚」がある（盆栽の項に複数棚の画像が見られる）。
- 棚という語を用いた日本のことわざとして、「棚に上げる」、「棚から牡丹餅」などがある。
- 棚の用途は融通がきく場合も多い。たとえば、本棚は本来は本を置くためのものであるが、実際には趣味の品を観賞するために並べておくという利用法もある。
- 昔は棚がお金やへそくりを隠す場所に選ばれたという。落語の演目『水屋の富』には当たった富くじの大金をどこに隠すかについて戸棚にすべきか神棚に隠すべきか、などと悩むくだりがある。現在ではへそくりを隠す場所はアンケート調査の結果によると「個人の銀行口座」「引き出し」「タンス」などであり、棚は4位でしかなくわずか4%前後にすぎない[15]。
- 日本の棚に近いといえそうな、棚板と脚で構成されたものに、フランスでルイ16世のころから使われ始めたエタジェールという家具がある。英語ではホワットノット(What Not)。おもに骨とう品を飾る[16]。

比喩
- 蔓棚は、蔓が這って茂ってできる状態を「棚」に見立てたものである。
- 地形を棚に見立てることもある。たとえば大陸棚、棚田など。
- 釣り用語で狙う魚の遊泳層（深さ）を棚（しばしば「タナ」と表記）という。仕掛けを棚に調整することをタナ取り（またはタナ合わせ）という。

日本古代の「棚」と呼ばれた建造物
当記事の棚とは全然別概念であるが、8世紀の『万葉集』巻10・2029番にも記される「織姫（たなばたつめ＝はたおりひめ・おりひめ）」は、「棚機津女」とも記すが、その由来は、水辺に掛け造りした棚の上で、聖なる来訪者＝神（孫星）を待って機を織っている婦人からきたという説がある。
この「棚」が実際はどのようなものであったかについては諸説ありはっきりしないが、「棚状の建物」（巨棚）の上で神の嫁となる神聖な女性が神が訪れるのを待つ「水神の祭り」が源流であったとする説もある。『古事記』に記載される足一騰宮（東征以前の神武帝をむかえるために築かれた宮）の構造についても、『古事記伝』の解釈に従うなら、棚に似た形式であり、ウサツヒコがこの宮＝巨棚を建てたのは、神を祀る形式ということになる。古代日本では、海・河・池などの水辺に「棚造り」の建物を築いていたと想定される。